# Спурий Постумий Альбин (консул 186 года до н. э.)
Спурий Постумий Альбин (лат. Spurius Postumius Albinus; умер в 180 году до н. э.) — римский военачальник и политический деятель из патрицианского рода Постумиев, консул 186 года до н. э.

## Происхождение
Спурий Постумий принадлежал к одному из знатнейших патрицианских родов Рима, упоминающемуся в источниках, начиная с первого десятилетия Римской республики. Капитолийские фасты называют преномены отца и деда Спурия Постумия — Луций и Авл; предположительно Луций — это консул 234 и 229 годов до н. э. Старшим братом Спурия был Луций Постумий Тимпан, квестор 194 года до н. э..

## Биография
Первое упоминание о Спурии Постумии относится к 189 году до н. э., когда он занимал должность претора. По результатам жеребьёвки Альбину достались сразу две претуры — городская и по делам иностранцев, но последняя вскоре отошла Квинту Фабию Пиктору. Поскольку оба консула этого года, Гней Манлий Вульсон и Марк Фульвий Нобилиор, вели войны на Востоке, Спурию Постумию принадлежала вся полнота власти в городе. Известно, что после гибели претора Луция Бебия Дива, раненного в бою с лигурами на пути в Дальнюю Испанию, именно Альбин направил письмо и постановление сената в Этрурию к пропретору Публию Юнию Бруту, который теперь должен был принять провинцию Бебия.
В 186 году до н. э. Спурий Постумий стал консулом вместе с плебеем Квинтом Марцием Филиппом. Сразу после принятия полномочий ему пришлось заниматься расследованием дела о вакханалиях. В Риме и других городах Италии было раскрыто целое тайное общество, участники которого занимались во время мистерий «растлением женщин и благородных юношей; из той же мастерской порока стали распространяться лжесвидетельства, поддельные печати и завещания, клеветнические доносы, отравления и убийства родных». Сенат, восприняв это как серьёзную угрозу, поручил расследование обоим консулам, отсрочив исполнение ими обычных обязанностей. Альбин и Филипп учинили расправу: тех вакхантов, кто был причастен к каким-либо преступлениям, они казнили, а тех, кто только успел вступить в общество, заключили под стражу. Ливий сообщает, что «тех и других оказалось великое множество». Всего же в тайном обществе состояли более 7 тысяч человек.
Провинцией для обоих консулов стала Лигурия. При этом неясно, отправился ли туда Спурий Постумий: источники в связи с кампанией 186 года до н. э. упоминают только Филиппа. В конце года Альбин занимался организацией очередных выборов магистратов, и в результате преторами были избраны наряду с прочими двое его предполагаемых кузенов — Авл Постумий Альбин и Луций Постумий Темпсан. В конце 184 года до н. э. Спурий Постумий занял место умершего Гнея Корнелия Лентула в жреческой коллегии авгуров; он стал первым авгуром из gens Postumia.
В 180 году до н. э. Спурий Постумий умер от чумы. Исходя из дат его претуры и консулата, исследователи предполагают, что Альбину было тогда не более 50 лет.

## Потомки
У Спурия Постумия был сын Луций Постумий Альбин, консул 154 года до н. э.